# 狄仁傑之四大天王
《狄仁傑之四大天王》是徐克執導的2018年的古裝懸疑動作片。陳國富監製，林峰和李明亮任動作設計，張家魯編劇。本片是「狄仁傑」電影系列的第三部作品，是2013年《狄仁傑之神都龍王》的續集，也是2010年首部電影《狄仁傑之通天帝國》的前傳。
趙又廷、馮紹峰、林更新、阮經天、馬思純和劉嘉玲主演。中國內地和北美於2018年7月27日公映，香港于2018年9月13日公映。台灣原本也預定同步於2018年7月27日公映，唯台灣文化部實施「陸片配額制」，導致台灣無法如期上映，台灣現已直接發行DVD。

## 剧情
狄仁杰（赵又廷饰）大破神都龙王案，获御赐亢龙锏，并掌管大理寺，使他成为武则天（刘嘉玲饰）走向权力之路最大的威胁。武则天为了消灭眼中钉，命令尉迟真金（冯绍峰饰）集结实力强劲的妙手飛煙、幽冥霸刀、花火鬼夜、水月（馬思純飾）、幻天真人組成「异人组」，妄图夺取亢龙锏，並許諾絕不為難狄仁傑，異人組亦打算趁此機會除掉狄仁傑，但尉遲真金與狄仁傑是生死之交因此屢次手下留情。
在武則天派遣異人組監視大理寺的同時，有另一方勢力也暗中在大理寺外，在狄仁傑和沙陀忠（林更新飾）的查探下該勢力曾經替大唐打江山因此被賜名封魔族，方術極高且擅長移魂大法，但被懷疑謀反全族被收押，後人怨恨大唐於是聚集在洛陽準備復仇計畫。
狄仁傑擔心亢龙锏被奪取早已安排讓尉遲真金暗中保護，但異人組之一的霸刀為了搶功勞欲將尉遲真金殺死，霸刀反而被尉遲真金用亢龙锏擊殺。尉遲真金怕武則天會違反承諾處決狄仁傑因此也沒把亢龙锏交出。
某日唐高宗招喚異人組面聖，異人組在皇帝面前展現能力的同時，皇宮裡在場的人全部被潛伏在朝廷的封魔族成員下移魂大法，鬼夜與飛煙被殺，幻天真人則消失蹤影。尉遲真金在追捕幻天時被該名封魔族成員陷害以謀殺金吾衛為名逮捕。後來狄仁傑來宮廷查案替尉遲真金洗脫罪名，也發現幻天真人早已被滅口。亦從尉遲真金口中得知武則天時常暗中出宮，實則拜訪以前曾經預言玄武門之變的謀士，後來被抹其封號姓氏被稱為無臉侯，無臉侯原為封魔族族長，但為了保全全族因此自願被囚禁，但無臉侯早已逝世，武則天則是被移魂大法給催眠因此以為無臉侯仍活著。為了保護皇上等人周全狄仁傑暗中將皇上皇后帶出宮保護。
另一方面，封魔族本也想藉由異人組除掉狄仁傑，但首先要解決礙手礙腳的異人組成員，在監視大理寺的冷月被封魔族追殺，身受重傷的冷月被路過的沙陀忠所救，兩人皆為鐵勒族人因此互相產生好感。狄仁傑在入職大理寺前曾經去三藏寺拜訪三藏大師，而三藏大師也曾經研究破解移魂大法之道，但三藏大師早已圓寂因此狄仁傑委託沙陀忠去找三藏大師的徒弟圓測大師協助，圓測大師以不想介入權勢鬥爭仍在修行為由婉拒，並給沙陀忠大羅龍羯心經來讓狄仁傑破解移魂大法。狄仁傑認為現已是讓圓測大師出關的時機因此請沙陀忠救過的水月幫忙請圓測大師出關。
某晚武后突然拜訪狄仁傑，但狄仁傑察覺武后的行為舉止怪異因此用亢龙锏測試，原來該名武后是花火鬼夜假扮，鬼夜亦是潛伏在朝廷的封魔族，詐死殺飛煙、幻天真人以及催眠武后陷害尉遲真金（原本是想藉由尉遲真金身分逃出但不幸遇上本人，因此嫁禍給尉遲真金）正是他的手筆。
封魔族得知狄仁傑將二聖藏匿在大理寺後大舉進攻大理寺，但這也是狄仁傑請君入甕的計策，在大理寺與金吾衛即將不敵封魔族之際圓測及時出現，並化解種封魔族的怨念。

## 角色介紹
| 演員   | 角色     | 介绍 |
| 趙又廷 | 狄仁杰   | 大理寺卿。在《狄仁杰之神都龙王》结局中接替尉迟真金出任大理寺卿。狄仁杰的心魔最为复杂，因为他有一个与地藏王菩萨一样的大愿——地狱不空，誓不成佛，他已经敏锐地察觉到了武则天的野心，然而他又明白，一己之力无法扶大唐之将倾，所以他有心疾，需要沙陀救治。 |
| 馮紹峰 | 尉迟真金 | 金吾卫上将军，在《狄仁杰之神都龙王》中为大理寺卿。有西域血统，拥有红发碧眼。不仅办案得力，而且武功盖世，可谓唐朝第一打架高手。是狄仁杰的好友。奉武则天之命，要夺取狄仁杰的亢龙锏，因此事而陷入两难。                                                 |
| 林更新 | 沙陀忠   | 狄仁杰手下得力助手，身负高超的医术，在队伍裏扮演不可或缺的角色。一向聪明机智，帮助狄仁杰解释了很多疑问，也多次获狄仁杰解救。喜欢水月。 |
| 阮經天 | 圆测     | 三藏寺法师，坐骑为白猿，法力高深莫测，神秘莫测。是整个案件中的关键人物。 |
| 馬思純 | 水月     | 武则天属下「异人组」五大高手之一。蓟山符隐派弟子，号称水月，铁勒族人。喜欢沙陀忠。 |
| 劉嘉玲 | 武则天   | 大唐皇后，母仪天下权倾朝野。觊觎皇位江山，一心想夺取狄仁杰的兵器——亢龙锏。不惜与封魔族族长无脸侯合作，意图颠覆大唐江山。 |
| 孙蛟龙 | 霸刀     | |

## 发行

### 评价
影片获得了两极化的口碑，好评方面有特效强大，徐克的想象力和对技术的创新永不疲倦。差评包括推理成分不高，情节不完整，片名“四大天王”跟电影情节无关。

### 票房
中国大陆首周三天仅取得2.96亿人民币，不敌喜剧片《西虹市首富》居第二位。最终票房6亿，与前部《神都龙王》票房相当。

## 奬項及提名
| 年度   | 颁奖典礼             | 奖项             | 姓名                             | 结果 |
| ------ | -------------------- | ---------------- | -------------------------------- | ---- |
| 2018年 | 第55屆金馬獎         | 最佳視覺效果     | 池明求、蔡洙應、朴英修、前川英章 | 提名 |
| 2019年 | 第38屆香港電影金像獎 | 最佳攝影         | 蔡崇輝                           | 提名 |
| 2019年 | 第38屆香港電影金像獎 | 最佳剪接         | 徐克、李林                       | 提名 |
| 2019年 | 第38屆香港電影金像獎 | 最佳美術指導     | 赤塚佳仁、李景文                 | 提名 |
| 2019年 | 第38屆香港電影金像獎 | 最佳服裝造型設計 | 余家安、利碧君                   | 提名 |
| 2019年 | 第38屆香港電影金像獎 | 最佳動作設計     | 林峰                             | 提名 |
| 2019年 | 第38屆香港電影金像獎 | 最佳音響效果     | Steve Burgess                    | 提名 |
| 2019年 | 第38屆香港電影金像獎 | 最佳視覺效果     | 蔡洙應、朴英修、前川英章、池明求 | 提名 |

## 外部連結
- 香港影庫上《狄仁傑之四大天王》的資料（繁體中文）
- 豆瓣电影上《狄仁傑之四大天王》的資料 （简体中文）
- 时光网上《狄仁傑之四大天王》的資料（简体中文）
- 互联网电影数据库（IMDb）上《狄仁傑之四大天王》的资料（英文）